# Кастеназо
Кастеназо (італ. Castenaso) — муніципалітет в Італії, у регіоні Емілія-Романья,  метрополійне місто Болонья.
Кастеназо розташоване на відстані близько 310 км на північ від Рима, 11 км на схід від Болоньї.
Населення — 14 770 осіб (2014).
Щорічний фестиваль відбувається 24 червня. 

## Демографія
Населення за роками:

Станом на 1 січня 2023 року в муніципалітеті офіційно проживало 1109 іноземців з 74 країн, серед них 285 громадян країн Євросоюзу та 129 громадян України.

## Сусідні муніципалітети
- Болонья
- Будріо
- Гранароло-делл'Емілія
- Оццано-делл'Емілія
- Сан-Лаццаро-ді-Савена